# Селище дачного господарства «Архангельське»
Селище дачного господарства «Архангельське» (рос. Посёлок дачного хозяйства «Архангельское») — селище у Красногорському районі Московської області Російської Федерації.

## Розташування
Селище дачного господарства «Архангельське» входить до складу сільського поселення Ільїнське, поруч із заповідником Лохін острів. Найближчі населені пункти Архангельське, Глухово, Воронки.

## Населення
Станом на 2010 рік у селі проживало 1202 особи.